# Владимир Орлич
Владимир Орлич (серб. Владимир Орлић / Vladimir Orlić; 15 квітня 1983, Белград) — сербський політик, інженер-електрик, голова Народних зборів Сербії (з 2022 р.). Віцепрезидент Сербської прогресивної партії (з 2021 р.). Підпоручик запасу ЗС Сербії.